# Oksana Yermakova
Oksana Ivanovna Yermakova (en russe : Оксана Ивановна Ермакова, Jermakova en estonien), née le 16 avril 1973 à Talinn, RSS d'Estonie, est une escrimeuse soviétique, devenue estonienne à la chute de l'URSS, puis ayant adopté la nationalité russe. Elle pratique l'épée en compétition. Elle a remporté deux fois le titre olympique par équipes avec la Russie, en 2000 et 2004.

## Carrière
Sa première apparition dans une compétition internationale remonte aux championnats du monde 1991 à Budapest où, âgée de 18 ans, elle remporte le bronze en individuel et par équipes avec ses compatriotes soviétiques. Naturellement, à la dissolution de l'union soviétique, elle prend la nationalité estonienne. Sous ces couleurs, elle obtient son premier titre mondial, en individuel aux championnats du monde 1993 à Essen Cela lui vaut la distinction de personnalité sportive estonienne de l'année. En 1995, elle décroche le bronze par équipes. C'est sous les couleurs de l'Estonie qu'elle dispute les Jeux olympiques de 1996. Elle s'y classe quinzième en individuel et cinquième par équipes.
En 1998, Iermakova relance une carrière en perte de vitesse en prenant la nationalité russe. Elle obtient sa qualification pour les Jeux de 2000 où elle dispute l'épreuve par équipes uniquement. Les russes surmontent avec difficulté le défi de l'Allemagne (45-43) et de la Hongrie (45-44) pour finalement triompher de l'équipe Suisse en finale (45-35). Plus tard, elle accumule les médailles par équipes : l'or aux championnats du monde 2003, trois titres consécutifs de championne d'Europe en 2003, 2004 et 2005 ainsi que l'argent en 2002. L'embellie se poursuit aussi en individuel avec deux médailles de bronze européennes en 2002 et 2004. Ces nouveaux succès sont couronnés par la défense réussie du titre olympique aux Jeux de 2004. La Russie y domine la Corée du Sud, le Canada puis l'Allemagne en finale.

## Palmarès
- Jeux olympiques
  -   Médaille d'or par équipes aux Jeux olympiques de 2000 à Sydney
  -   Médaille d'or par équipes aux Jeux olympiques de 2004 à Athènes

- Championnats du monde d'escrime
  -   Médaille d'or par équipes aux championnats du monde d'escrime 2003 à La Havane
  -   Médaille d'or aux championnats du monde d'escrime 1993 à Essen
  -   Médaille de bronze par équipes aux championnats du monde d'escrime 1995 à La Haye
  -   Médaille de bronze aux championnats du monde d'escrime 1991 à Budapest
  -   Médaille de bronze par équipes aux championnats du monde d'escrime 1991 à Budapest

- Championnats d'Europe d'escrime
  -   Médaille d'or par équipes aux championnats d'Europe d'escrime 2005 à Zalaegerszeg
  -   Médaille d'or par équipes aux championnats d'Europe d'escrime 2004 à Copenhague
  -   Médaille d'or par équipes aux championnats d'Europe d'escrime 2003 à Bourges
  -   Médaille d'argent par équipes aux championnats d'Europe d'escrime 2002 à Moscou
  -   Médaille de bronze aux championnats d'Europe d'escrime 2002 à Moscou
  -   Médaille de bronze aux championnats d'Europe d'escrime 2004 à Copenhague